# Eurema blanda
Eurema blanda är en fjärilsart som först beskrevs av Jean Baptiste Boisduval 1836.  Eurema blanda ingår i släktet Eurema och familjen vitfjärilar. Inga underarter finns listade i Catalogue of Life.

## Bildgalleri

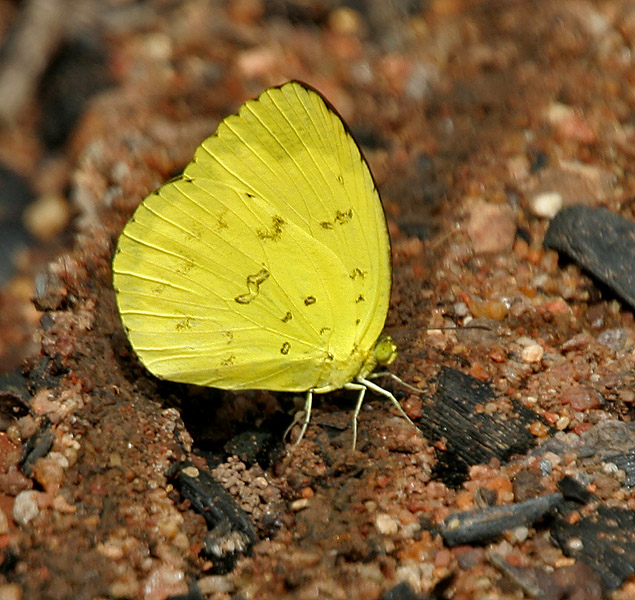
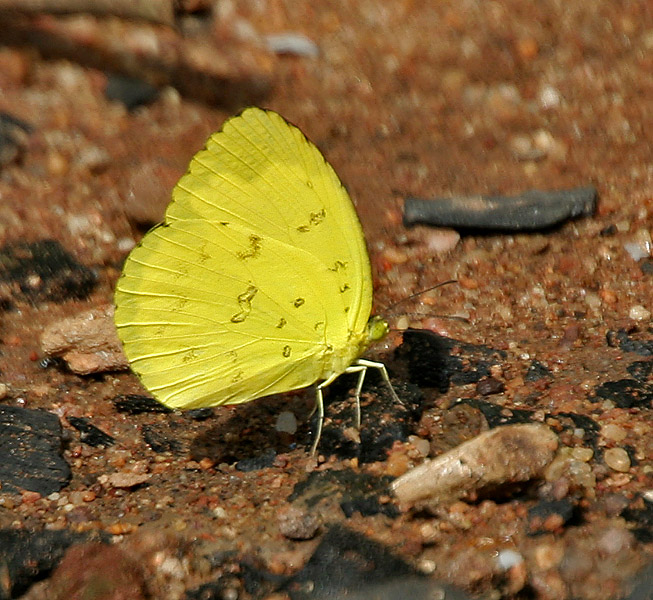
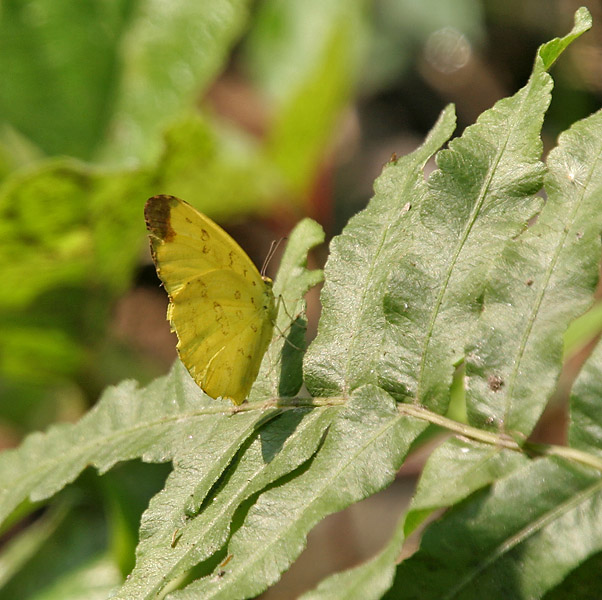
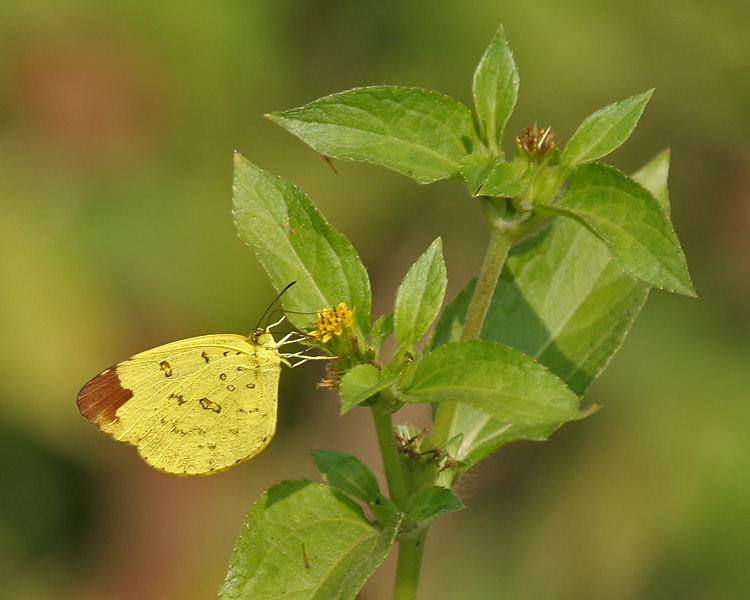
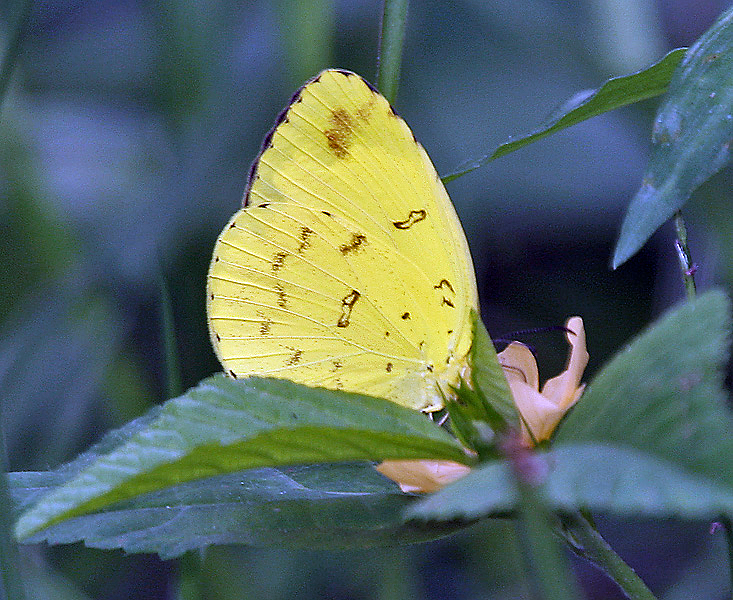
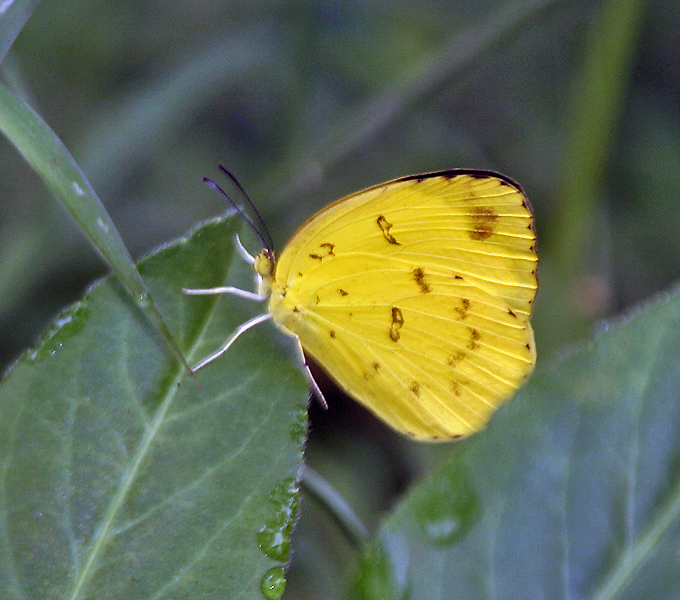